# روري بلاكويل
روري بلاكويل (بالإنجليزية: Rory Blackwell)‏ هو كاتب أغاني بريطاني، ولد في 22 يونيو 1933.

## وصلات خارجية
- روري بلاكويل على موقع IMDb (الإنجليزية)